# Chino de Nanchang
El nanchangués o dialecto de Nanchang (en chino tradicional, 南昌話; en chino simplificado, 南昌话; pinyin, Nánchānghuà) es una de las lenguas gan hablada en torno a la ciudad de  Nanchang. Se engloba dentro de la rama chang–du (por el condado de Duchang) o chang–jing del gan y es el dialecto más importante y representativo del chino gan. Se habla en esas áreas, así como en Xinjian, Anyi, Yongxiu, De'an, Xingzi, Hukou y las regiones limítrofes de Jiangxi y en el condado de Pingjiang (Hunan).

## Fonología
El dialecto de Nanchang tiene 19 inicios de sílabas o arranques (incluida la inicial cero), 65 finales y 7 tonos. 

### Iniciales
En cada celda a continuación, la primera línea indica transcripción AFI, la segunda indica el pinyin.
|           |             | Bilabial | Dental/ Alveolar | (Alveolo-) palatal | Velar   | glotal |
| --------- | ----------- | -------- | ---------------- | ------------------ | ------- | ------ |
| Nasal     | Nasal       | m 麻     |                  | ɲ gn 魚            | ŋ ng 牙 |        |
| Oclusiva  | sin aspirar | p b 巴   | t d 打           |                    | k g 加  |        |
| Oclusiva  | aspirada    | pʰ p 怕  | tʰ t 讀          |                    | kʰ k 卡 |        |
| Africada  | sin aspirar |          | ts dz 渣         | tɕ j 脊            |         |        |
| Africada  | aspirada    |          | tsʰ tz 茶        | tɕʰ q 喫           |         |        |
| Fricativa | Fricativa   | ɸ f 花   | s 紗             | ɕ x 寫             |         | h 蝦   |
| Lateral   | Lateral     |          | l 啦             |                    |         |        |

### Finales
Las finales del dialecto de Nanchang son: 
|     | -     | -     | -     | -    | -    | -i     | -i    | -u    | -u     | -u    | -n     | -n     | -n     | -n    | -ŋ     | -ŋ     | -ŋ     | -t     | -t     | -t     | -t    | -k     | -k     | -k     |
| --- | ----- | ----- | ----- | ---- | ---- | ------ | ----- | ----- | ------ | ----- | ------ | ------ | ------ | ----- | ------ | ------ | ------ | ------ | ------ | ------ | ----- | ------ | ------ | ------ |
| -   | a 扯  | ɔ 何  | ɛ 許  | ɹ̩ 柿 | ə 儒 | ai 敗  | əi 噯 | au 抱 | ɛu 茂  | əu 周 | an 闲  | ɔn 漢  | ɛn 痕  | ən 分 | aŋ 正  | ɔŋ 裝  | uŋ 共  | at 八  | ɔt 撥  | ɛt 北  | ət 不 | ak 百  | ɔk 剝  | uk 鹿  |
| -i- | ja 惹 |       | jɛ 佢 | i 眉 |      |        |       |       | jɛu 廟 | iu 酒 |        |        | jɛn 淹 | in 隱 | jaŋ 井 | jɔŋ 獎 | juŋ 供 |        |        | jɛt 革 | it 乙 | jak 脊 | jɔk 腳 | juk 菊 |
| -u- | wa 話 | wɔ 禾 | wɛ 哇 | u 母 |      | wai 懷 | ui 委 |       |        |       | wan 灣 | wɔn 換 |        | un 滾 | waŋ 梗 | wɔŋ 廣 |        | wat 滑 | wɔt 活 | wɛt 國 | ut 勿 | wak 摑 | wɔk 擴 |        |
| -y- |       |       | ɥɛ 瘸 | y 豬 |      |        |       |       |        |       |        | ɥɔn 軟 |        | yn 笋 |        |        |        |        | ɥɔt 絕 |        | yt 戍 |        |        |        |

#### Codas consonánticas
| nasales silábicas | m̩姆 | n̩汝 | ŋ̩五 |

| finales consonánticas | -p   | -t   | -k   | -m   | -n   | -ng  |
| AFI                   | [-p] | [-t] | [-k] | [-m] | [-n] | [-ŋ] |
| Ejemplo               | 十   | 八   | 百   | 咸   | 限   | 横   |

- Las codas en cursiva actualmente sólo aparecen en varios dialectos Gan.

### Tono
Al igual que en otras variedades chinas, los tonos del gan hacen distinciones fonémicas. Hay cinco tonos fonémicos, que se reducen a dos "tonos entrantes" antes de las consonantes finales. En la clasificación tradicional se consideran por separado:
| Número de tono | Nombre del tono  | Números de tono | Transcripción IPA (en un ) |
| -------------- | ---------------- | --------------- | -------------------------- |
| 1              | llano alto       | (42)            | a˦˨ o â                    |
| 2              | llano bajo       | (24)            | a˨˦ o ǎ                    |
| 3              | creciente        | (213)           | a˨˩˧ o á̀́                   |
| 4              | salida superior  | (55)            | a˥ o á                     |
| 5              | salida inferior  | (21)            | a˨˩ o à                    |
| 6              | entrada superior | (5)             | ak˥ o ák                   |
| 7              | entrada inferior | (21)            | ak˨˩ o àk                  |

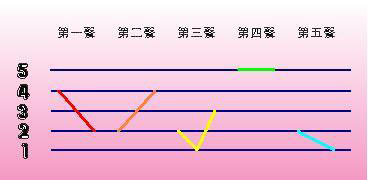
tonos de gan

Los tonos 6.º y 7.º son iguales que los tonos 4.º y 5.º, excepto que la sílaba termina en una consonante oclusiva, /t/ o /k/.

### Ejemplo
Se muestra poema de Meng Haoran (“Men Hau-len” en gan):
| 春曉 孟浩然  |  | Cun Hieu – Men Hau-len  |
| ------------ |  | ----------------------- |
| 春眠不覺曉， |  | cun mien bhut gok hieu, |
| 處處聞啼鳥.  |  | cu cu mun ti tieu.      |
| 夜來風雨聲， |  | ya loi fung ui sang,    |
| 花落知多少？ |  | fa lok zi do seu?       |